# Science Center Hamburg

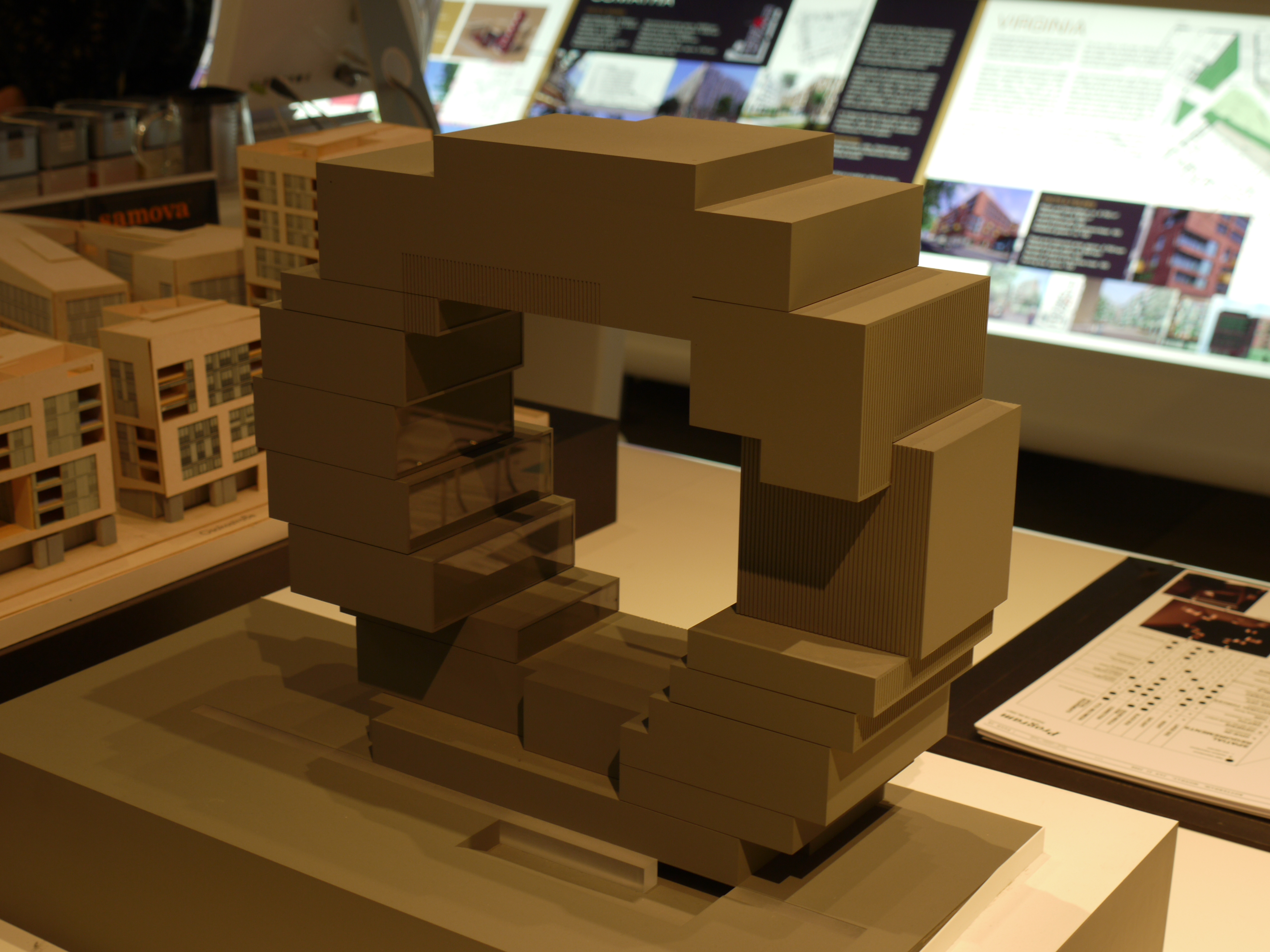
Modell des geplanten Gebäudes

Das Science Center Hamburg bzw. Science Center ist ein nicht realisierter Entwurf der Architekten Rem Koolhaas und Ellen van Loon aus dem Jahr 2007 für die HafenCity in Hamburg. Der Begriff bezeichnet neben dem Gebäude selbst eine der ursprünglich geplanten zentralen Nutzungen, als eine Art naturwissenschaftliches Erlebnismuseum.

## Planung
Die für die Entwicklung und Vermarktung der HafenCity zuständige HafenCity Hamburg GmbH benannte das Science Center neben der Elbphilharmonie und dem Internationalen Maritimen Museum Hamburg als eine der drei zentralen kulturellen Einrichtungen der HafenCity.
Anfang 2008 wurde noch von einem Baubeginn in der zweiten Jahreshälfte 2009 und einer Fertigstellung bis 2011 ausgegangen.
Ende 2014 wurde schließlich bekanntgegeben, dass im Zuge der Übernahme der Gesamtentwicklung und Realisierung des südlichen Überseequartiers durch das Immobilienunternehmen Unibail-Rodamco nun ein etwa 70 m hohes Bürogebäude anstelle des Science-Centers geplant ist. Das Gebäude nach dem Entwurf des Architekten Christian de Portzamparc soll eine öffentliche Aussichtsplattform erhalten und einen besonderen Stadtabschluss in der Achse zwischen bestehender City und Elbe darstellen.

## Entwurf

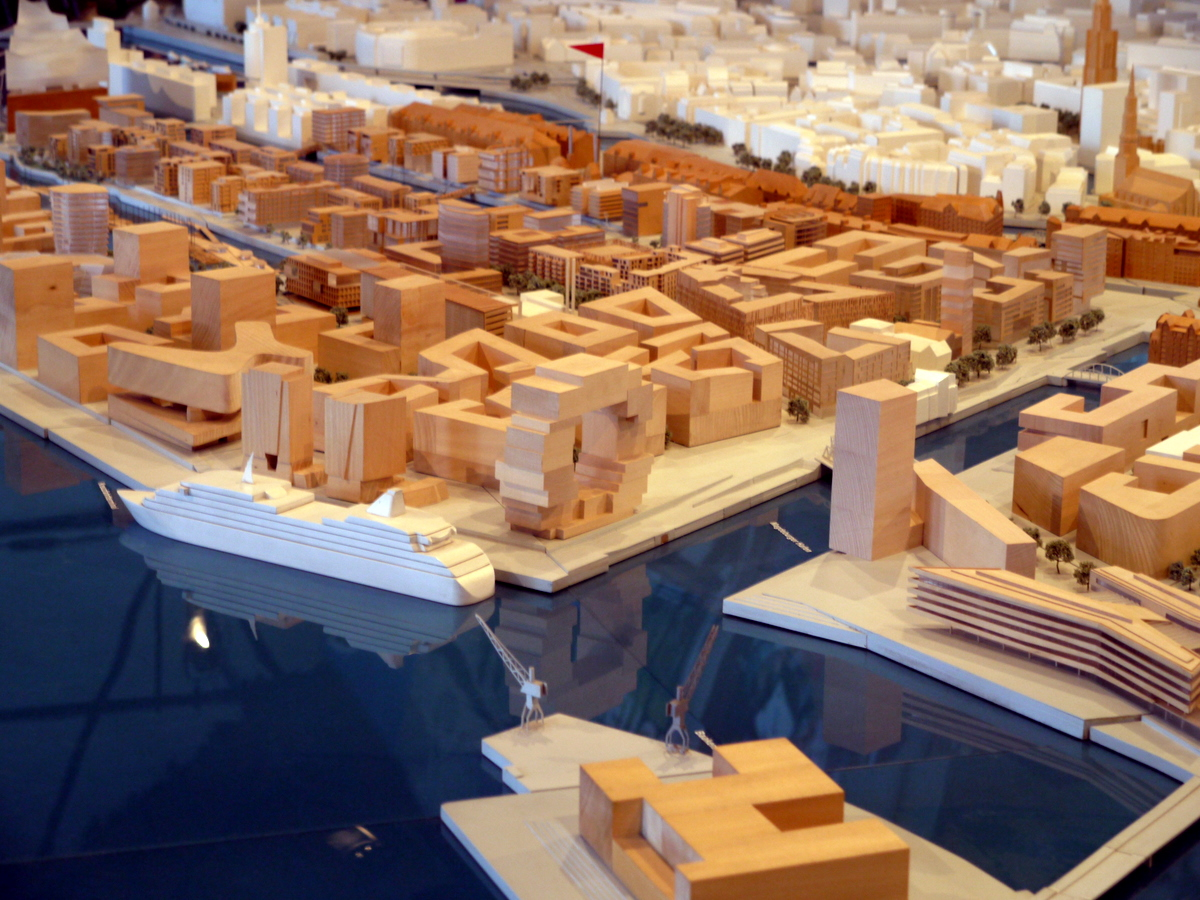
Das Science Center im Bebauungszusammenhang der HafenCity

Der Entwurf stammt von den niederländischen Architekten Rem Koolhaas und Ellen van Loon, beide Partner des Office for Metropolitan Architecture (OMA), und sah ein Gebäude in Form eines auf der Seite stehenden Rings aus einzelnen, kubischen Modulen vor. Das Gebäude sollte im Überseequartier, dem zentralen Teilquartier der HafenCity, unmittelbar am westlichen Ufer des Magdeburger Hafens entstehen. 
Das Science Center war bereits im städtebaulichen Gesamtkonzept des Überseequartiers aus dem Jahr 2005 enthalten. Der erste Entwurf wies schon die Idee eines zentral durchbrochenen, scheibenartigen Baukörpers auf, ähnelte in seiner Form jedoch einer auf die Seite gekippten Wanne. Diese erste Version korrespondierte zudem mit dem ursprünglichen Entwurf für das Kreuzfahrtterminal im südwestlichen Teil des Überseequartiers, der im Wesentlichen dem des Science Centers entsprach, jedoch nicht auf die Seite gestellt, sondern liegend war. Im Januar 2008 stellten Koolhaas und das OMA-Team unter Leitung von Projekt-Architekt Marc Paulin den überarbeiteten Entwurf für das Gebäude vor, für den die Idee des offenen Zentrums weiterentwickelt und wesentlich stärker in den Vordergrund gestellt wurde.
Das Gebäude sollte nach damaligen Planungen eine Höhe von 70 Metern und eine BGF von 23.000 m² BGF haben. Der erste Entwurf sah demgegenüber lediglich 14.000 m² BGF vor.

## Nutzung
Das Gebäude sollte als Kernnutzung eine naturwissenschaftliche Erlebnisausstellung beherbergen. Die Ausstellung sollte 10 Themenbereiche beinhalten, die durch entsprechende mediale Aufbereitung und Präsentation und Interaktion mit den Exponaten insbesondere Kinder und Jugendliche ansprechen sollten. Das Konzept war vergleichbar mit dem Universum Bremen oder dem phæno in Wolfsburg. Längere Zeit war ein der Ausstellung angeschlossenes Großaquarium geplant, von dem jedoch zuletzt mit Rücksicht auf das bestehende Tropenaquarium in Hagenbecks Tierpark und die konstruktiv schwierige Integration in das typologisch anspruchsvolle Gebäude Abstand genommen wurde. Im ersten Entwurf des Science Centers wurde weiterhin ein Planetarium als mögliche Nutzung angedacht, das in der späteren Planung ebenfalls nicht mehr enthalten war.
Neben der Ausstellungsnutzung sollte eine Reihe weiterer Nutzungen im Gebäude untergebracht werden, um die Finanzierung des Gesamtprojektes zu unterstützen.

## Finanzierung
Es lagen keine öffentlichen Angaben zum voraussichtlichen Investitionsaufwand des Projektes vor. Die HafenCity Hamburg GmbH erklärte, dass das Vorhaben wesentlich auf die Beteiligung von Drittnutzern und den Einsatz privater Sponsoren angewiesen sei. Die Gesellschaft ging jedoch von einem großen öffentlichen Interesse am Vorhaben aus und erwartete entsprechend erhebliche mäzenatische Zuwendungen, die einen Teil der Kosten abdecken sollten. Ein Teil der Finanzierung sollte zudem durch das Projektentwicklungskonsortium des Überseequartiers getragen werden, ferner stellte die Stadt Hamburg im Rahmen eines Sonderinvestitionsprogramms 46 Millionen EUR für das Projekt zur Verfügung. Nach der Kostenexplosion beim Bau der Elbphilharmonie wollte die Politik jedoch keine Verantwortung für ein weiteres kulturelles Großprojekt in der Hafencity übernehmen.
Nachdem im Zuge der Finanzkrise 2008 die ursprünglichen Investoren des Überseequartiers in Schwierigkeiten gerieten, musste ein neuer Großinvestor gesucht, und der ursprüngliche Bebauungsplan 2014 noch einmal komplett überarbeitet werden. Den neuen Plänen fiel so auch das Science-Center wegen fehlender Wirtschaftlichkeit zum Opfer.

## Galerie

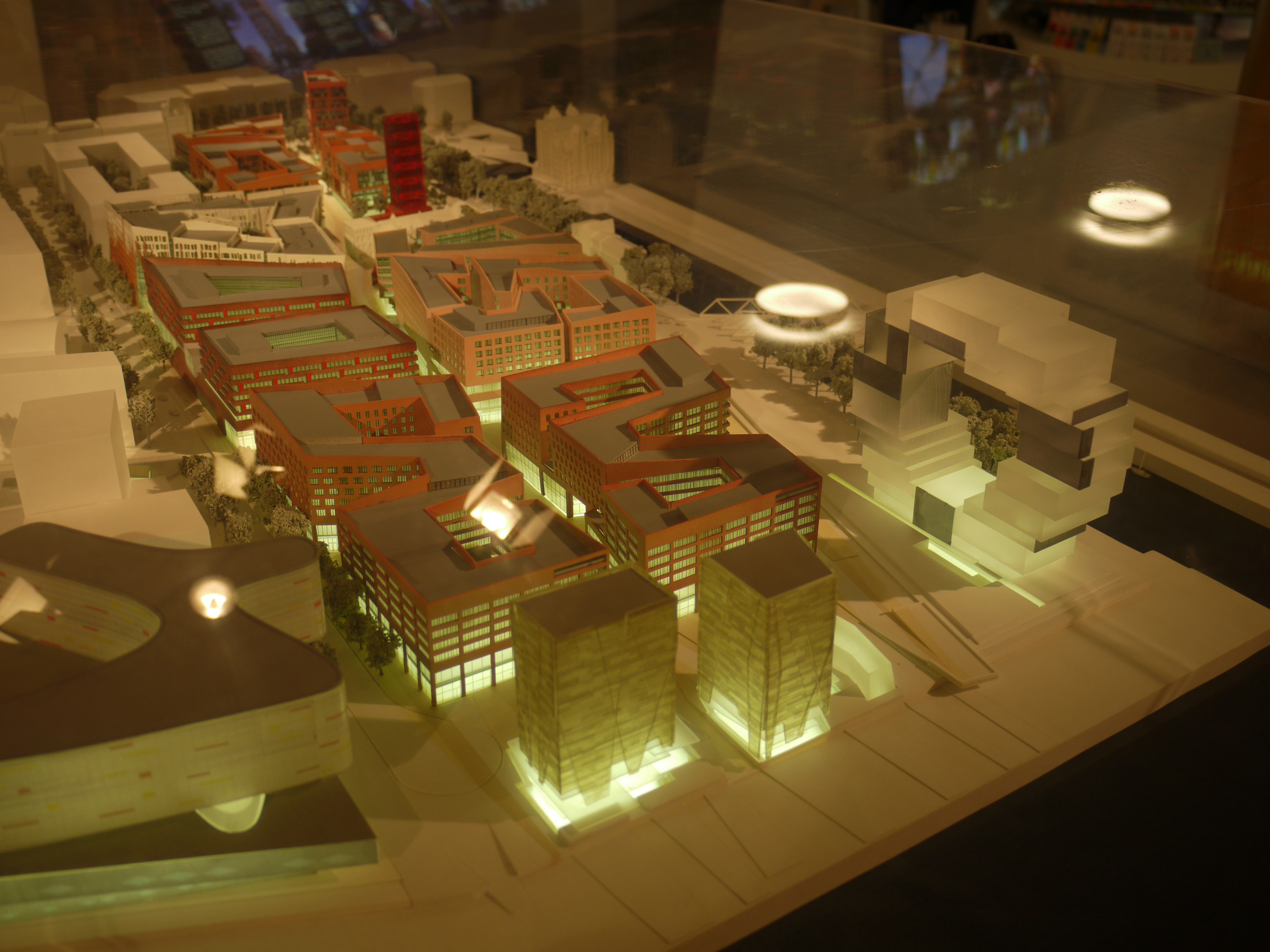
Science Center im Bebauungs- zusammenhang des Überseequartiers
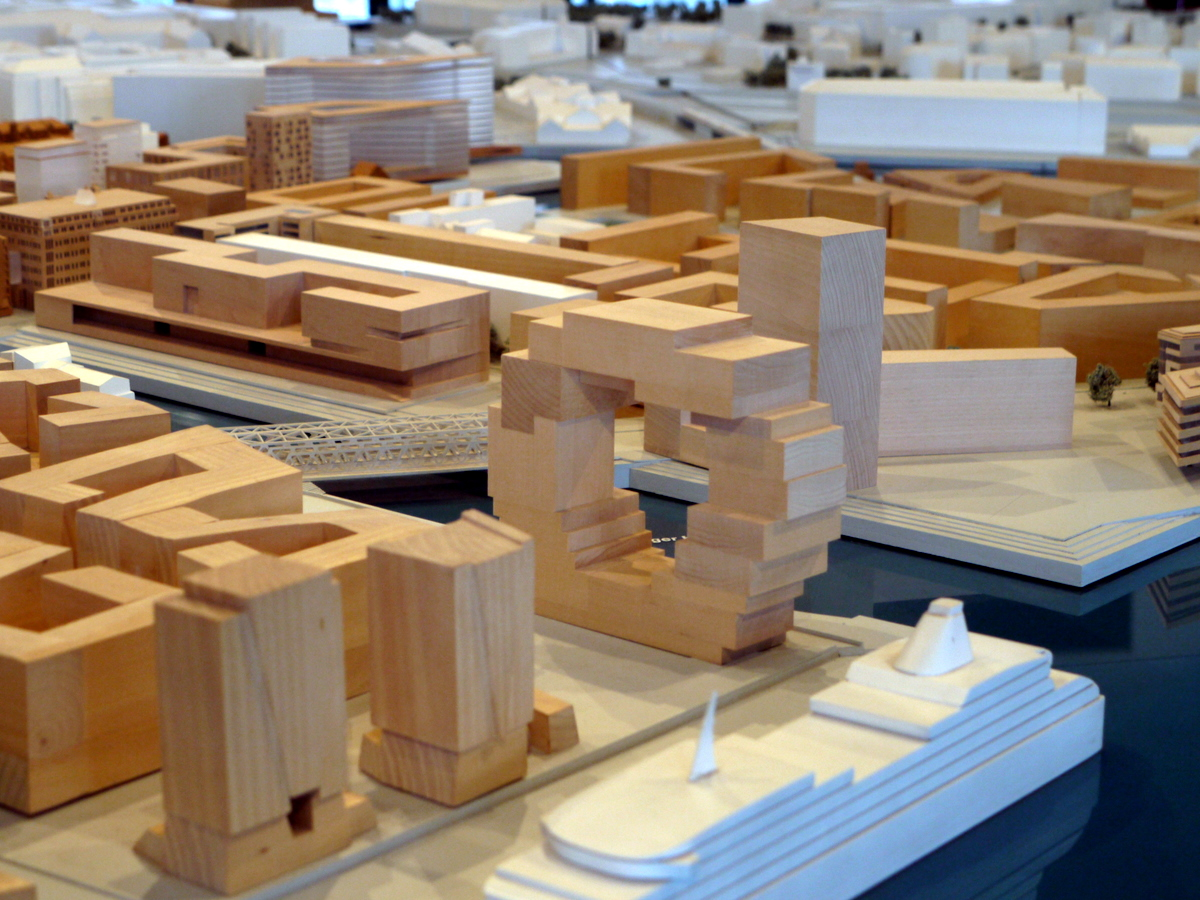
Modell, Blickrichtung Nordosten
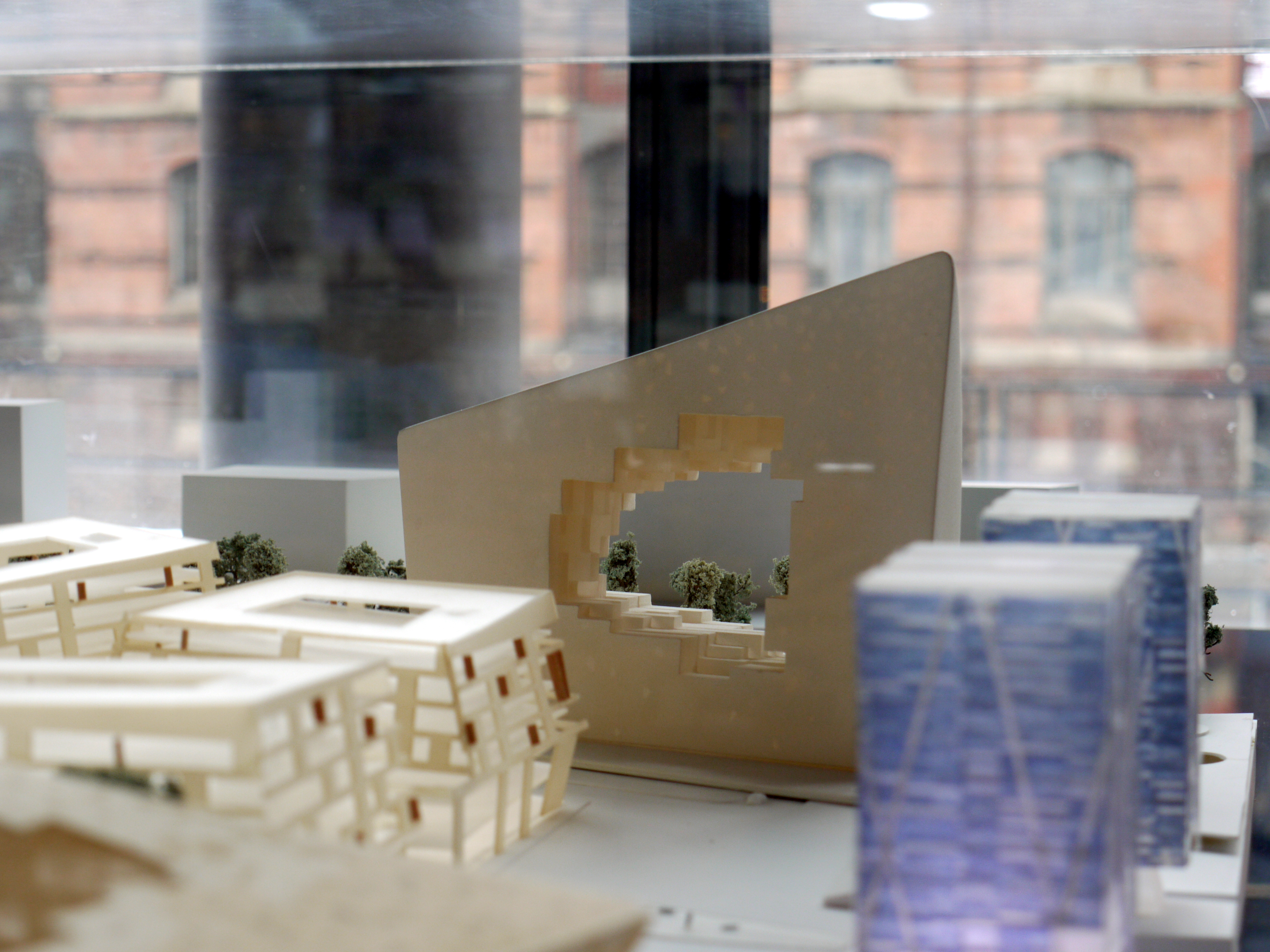
Erster Entwurf, Landseite
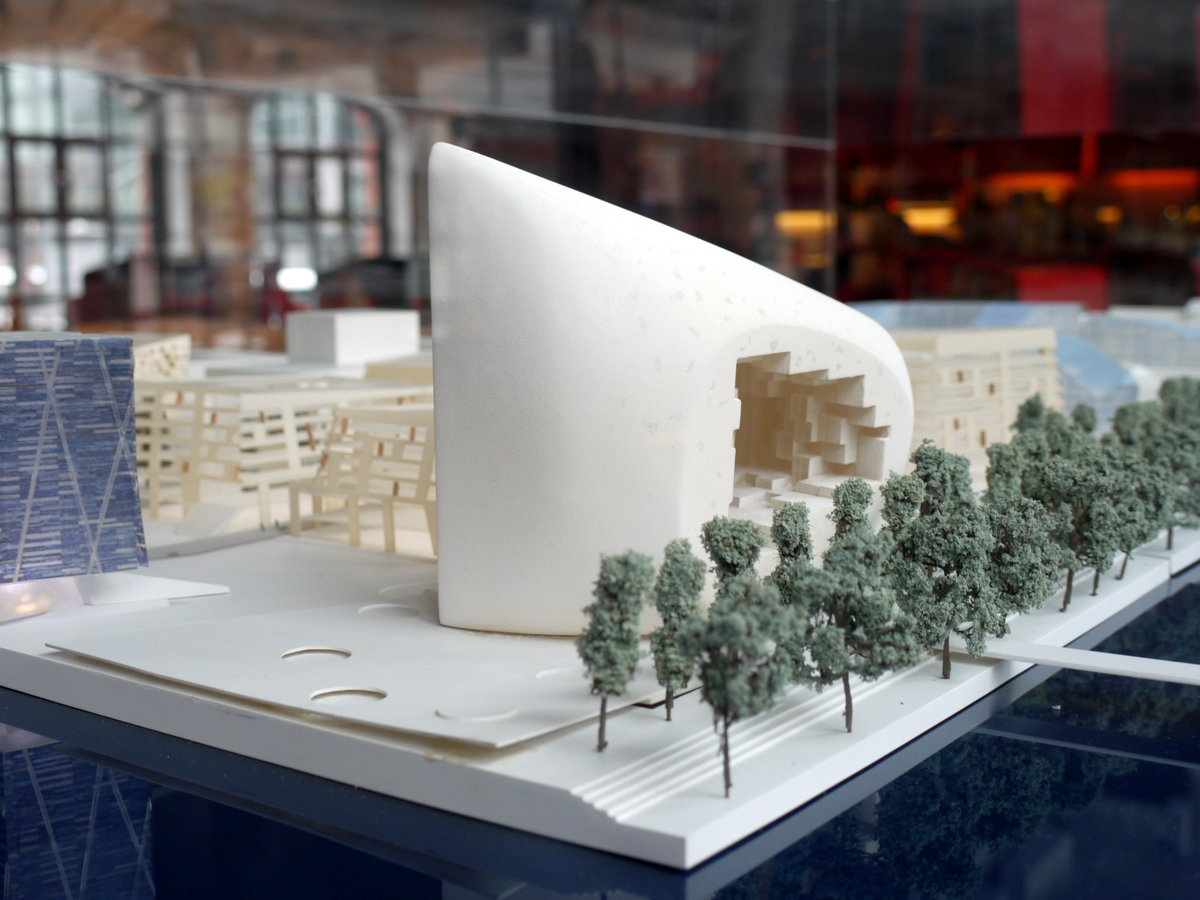
Erster Entwurf, Wasserseite